# Roberto Laiseka
Roberto Laiseka Jaio, né le 17 juin 1969 à Guernica, est un coureur cycliste espagnol.

## Biographie
Professionnel de 1994 à 2006, il effectue la totalité de sa carrière au sein de l'équipe espagnole Euskaltel-Euskadi. Il doit mettre un terme à sa carrière à l'âge de 38 ans en 2007, à la suite d'une chute sur le Tour d'Italie 2006 provoquant une fracture de la rotule.
Roberto Laiseka totalise sept victoires dans sa carrière professionnelle.

## Palmarès

### Palmarès amateur
- 1990
  - Bizkaiko Bira (es)
- 1993
  - 2e de la Santikutz Klasika
  - 3e de la Subida a Gorla

### Palmarès professionnel
| - 1999 - 18e étape du Tour d'Espagne - 2e du Tour des Asturies - 3e de la Subida al Naranco - 2000 - 11e étape du Tour d'Espagne - 6e du Tour d'Espagne - 2001 - 14e étape du Tour de France | - 2003 - 9e du Tour de Romandie - 2004 - 5e étape de la Bicyclette basque - 2e de la Bicyclette basque - 2e de l'Escalade de Montjuïc - 3e du Tour de Catalogne - 2005 - 11e étape du Tour d'Espagne |  |

## Classements sur les grands tours

### Tour de France
3 participations
- 2001 : 28e, vainqueur de la 14e étape (Luz-Ardiden)
- 2002 : 46e
- 2003 : 18e

### Tour d'Italie
2 participations
- 2005 : 52e
- 2006 : abandon (12e étape)

### Tour d'Espagne
12 participations
- 1994 : 54e
- 1995 : 76e
- 1996 : 79e
- 1997 : 54e
- 1998 : abandon (13e étape)
- 1999 : 18e, vainqueur de la 18e étape
- 2000 : 6e, vainqueur de la 11e étape
- 2001 : 12e
- 2002 : abandon (5e étape)
- 2003 : 60e
- 2004 : 54e
- 2005 : 21e, vainqueur de la 11e étape

## Classements mondiaux
| Année              | 2005 |
| ------------------ | ---- |
| Classement ProTour | 149e |